# Championnat d'Europe du 500 mètres contre-la-montre
Le Championnat d'Europe du 500 mètres contre-la-montre féminin est le championnat d'Europe de 500 mètres contre-la-montre organisé annuellement par l'Union européenne de cyclisme dans le cadre des championnats d'Europe de cyclisme sur piste élites. Depuis 2025, cette épreuve est remplacée par celle du kilomètre.

## Palmarès
| Année                          | Or                 | Argent                   | Bronze             |
| ------------------------------ | ------------------ | ------------------------ | ------------------ |
| 2014 Baie-Mahault              | Anastasiia Voinova | Elis Ligtlee             | Miriam Welte       |
| 2015 Granges                   | Anastasiia Voinova | Elis Ligtlee             | Daria Shmeleva     |
| 2016 Saint-Quentin-en-Yvelines | Daria Shmeleva     | Pauline Grabosch         | Anastasiia Voinova |
| 2017 Berlin                    | Miriam Welte       | Pauline Grabosch         | Daria Shmeleva     |
| 2018 Glasgow                   | Daria Shmeleva     | Olena Starikova          | Miriam Welte       |
| 2019 Apeldoorn                 | Anastasiia Voinova | Daria Shmeleva           | Olena Starikova    |
| 2020 Plovdiv                   | Daria Shmeleva     | Anastasiia Voinova       | Miriam Vece        |
| 2021 Granges                   | Daria Shmeleva     | Pauline Grabosch         | Yana Tyshchenko    |
| 2022 Munich                    | Emma Hinze         | Olena Starikova          | Miriam Vece        |
| 2023 Granges                   | Emma Hinze         | Taky Marie-Divine Kouamé | Hetty van de Wouw  |
| 2024 Apeldoorn                 | Katy Marchant      | Taky Marie-Divine Kouamé | Pauline Grabosch   |

## Tableau des médailles
| Rang  | Nation          | Or | Argent | Bronze | Total |
| ----- | --------------- | -- | ------ | ------ | ----- |
| 1     | Russie          | 7  | 2      | 4      | 13    |
| 2     | Allemagne       | 3  | 3      | 3      | 9     |
| 3     | Grande-Bretagne | 1  | 0      | 0      | 1     |
| 4     | Pays-Bas        | 0  | 2      | 1      | 3     |
| 5     | Ukraine         | 0  | 2      | 1      | 3     |
| 6     | France          | 0  | 2      | 0      | 2     |
| 7     | Italie          | 0  | 0      | 2      | 2     |
| Total | Total           | 11 | 11     | 11     | 33    |